# 1010-е годы до н. э.
1010-е (ты́сяча деся́тые) го́ды до на́шей э́ры по пролептическому юлианскому календарю — промежуток времени с 1 января 1019 года до н. э. по 31 декабря 1010 года до н. э., включающий с 1019 по 1011 годы 9-го десятилетия  и 1010 год 10-го десятилетия XI века 2-го тысячелетия до н. э. Им предшествовали 1020-е годы до н. э., за ними следовали 1000-е годы до н. э. Они закончились 3035 лет назад.

## События
- 1020-1014 год до н. э. — правление Ашшур-нирари IV, царя Ассирийского
- 1015 год до н. э. — умер циский Тай-гун (Ван) (данные «Гу бэнь чжу шу цзи нянь» 4.3.1), ему наследовал Дин-гун (Люй Цзи). По «Ши цзи», Тай-гун прожил «по-видимому, более ста лет»[1].
- 1013 год до н. э. — Ашшур-раби II сменяет отца как царь Ассирийский[2];
- 1012 год до н. э. — Давид стал царём народа Израиля, после смерти предыдущего царя Саула[2];
- 1010 год до н. э. — родился Соломон, будущий еврейский царь[3].
- Умер Самуил.[источник не указан 923 дня]